# Шумадинка (раса свиње)
Шумадинка је била аутохтона раса свиње са балканских простора која је име добила по Шумадији, регији где је узгој ових свиња био распрострањен. Претпоставља се да је изумрла и нема података о постојању јединки ове расе.

## Историјат
У брдима су обично узгајане шишке, док је шумадинка узгајана у равницама. Држана је искључиво у природним условима, лети на паши на жиру, а пред клање су дотовљаване кукурузом. Предак је раса моравка, мангулица и ресавка.

## Изглед
Средње велика свиња, бело жућкасте до сиве боје. Плодност слаба, праси до три до шест прасади. Била је слабих  товних способности, али отпорна на болести и прилагодљива на околину.